# Marianna Tirelli
Marianna Tirelli (Reggio nell'Emilia, 9 giugno 1891 – Reggio nell'Emilia, 2 febbraio 1970) è stata una collezionista d'arte e scrittrice italiana.

## Biografia
Marianna Tirelli, nota anche come Marianna Prampolini, nacque nel palazzo di famiglia e fu battezzata Marianna Lucia Clementina Giuseppa, nomi della bisnonna (Marianna Tirelli), della nonna paterna (Lucia Carbonieri), della nonna materna (Clementina Ceresa dei conti di Bonvillaret) e dello zio (conte Giuseppe Cassoli). La cerimonia si svolse il 10 giugno 1891 a Reggio Emilia e furono padrini il nonno materno conte Enrico Rangone e la nonna paterna Lucia Carbonieri. Era figlia del nobile Domenico Tirelli (1866-1908), cavaliere mauriziano e proprietario terriero e della contessa Laura Rangone (1862-1935), appartenente ad un'antica e potente famiglia di origine modenese.
Era inoltre sorella di Antonio (1892-1930), corridore automobilistico e sindaco di Quattro Castella e di Luigi (1894-1974), agronomo ed onorevole del Regno.
Il 2 settembre 1911 sposò Natale Prampolini (1876-1959), zio della futura cognata Elena. Dalla loro unione nacquero due figli. Girolamo, chè sposò la nobildonna Flavia, figlia di Arnoldo Frigessi di Rattalma, e Domenico, morto appena ventireenne di meningite fulminante nel 1937.

### La collezione d'arte
Avvicinata all'arte antica e moderna dalla famiglia, tramite le collezioni della nonna e degli zii Cassoli, iniziò a raccogliere opere dalla fine degli anni dieci del XX secolo. Organizzò la mostra d'arte antica nella sua città nel 1923, ottenendo importanti recensioni sulla stampa nazionale. Successivamente organizzò a Reggio Emilia le mostre su Gaetano Chierici nel 1938 e su Antonio Fontanesi nel 1949.
Fu interessata ed interpellata riguardo alla vendita al Comune di Reggio Emilia della futura Galleria Parmeggiani.
L'esperienza e competenza in materia la portarono ad essere nominata nel 1939 commissaria della Galleria Fontanesi, oggi facente parte dei Musei Civici di Reggio Emilia.
Ebbe quindi rapporti con tutto il mondo culturale dell'epoca, partendo da Naborre Campanini e Ugo Ojetti, passando per Adolfo Venturi e Corrado Ricci, per arrivare a Carlo Ludovico Ragghianti.
Affiancò alla raccolta di opere anche una predisposizione per il mecenatismo, sostenedo negli studi diversi artisti fra i quali l'architetto Enea Manfredini.
La collezione vantava, ad esempio, opere di William Turner, Giovanni Battista Tiepolo, Giuseppe Bazzani, Arrigo Minerbi, Ferruccio Orlandini, Giovanni Costetti, Antonio Fontanesi, Alpenore e Dario Gobbi.

### Attività letteraria
Alla morte del figlio Domenico, aveva già iniziato a raccogliere dati ed informazioni sulla duchessa di Parma, Maria Luigia. La sua ricerca sfociò nel 1942 in una pubblicazione di grande pregio editoriale e di contenuti, ottenendo riscontri positivi da tutto il mondo culturale dell'epoca, anche per la nuova luce che gettava sulla figura misconosciuta di Maria Luigia ed in special modo sulla sfera privata.
Il periodo bellico in cui è stato pubblicato il volume impedì un'ampia campagna di diffusione e di presentazioni; la guerra interruppe anche i lavori per un'opera che l'autrice voleva scrivere su Giuditta Sidoli.

### Attività benefica
Oltre ai numerosi comitati benefici di cui faceva parte ed alla larga beneficenza elargita nella e per la sua città, l'opera per la quale è maggiormente ricordata è l'istituzione della casa per i liberati dal carcere in via dell'Abate a Reggio Emilia, oggi in funzione come Casa Albergo Comunale "Domenico Prampolini". Questa casa ha dato ricovero a migliaia di poveri e dimessi dal carcere, specialmente negli anni della guerra, quando ancora era finanziata dalla Tirelli.

## Opere
- La duchessa Maria Luigia. Vita familiare alla corte di Parma, diari, carteggi inediti, ricami, Istituto Italiano d'Arti Grafiche, Bergamo, 1942
- La duchessa Maria Luigia, introduzione di Giorgio Cusatelli, Guanda, Parma, 1991